# فوکو شینتو

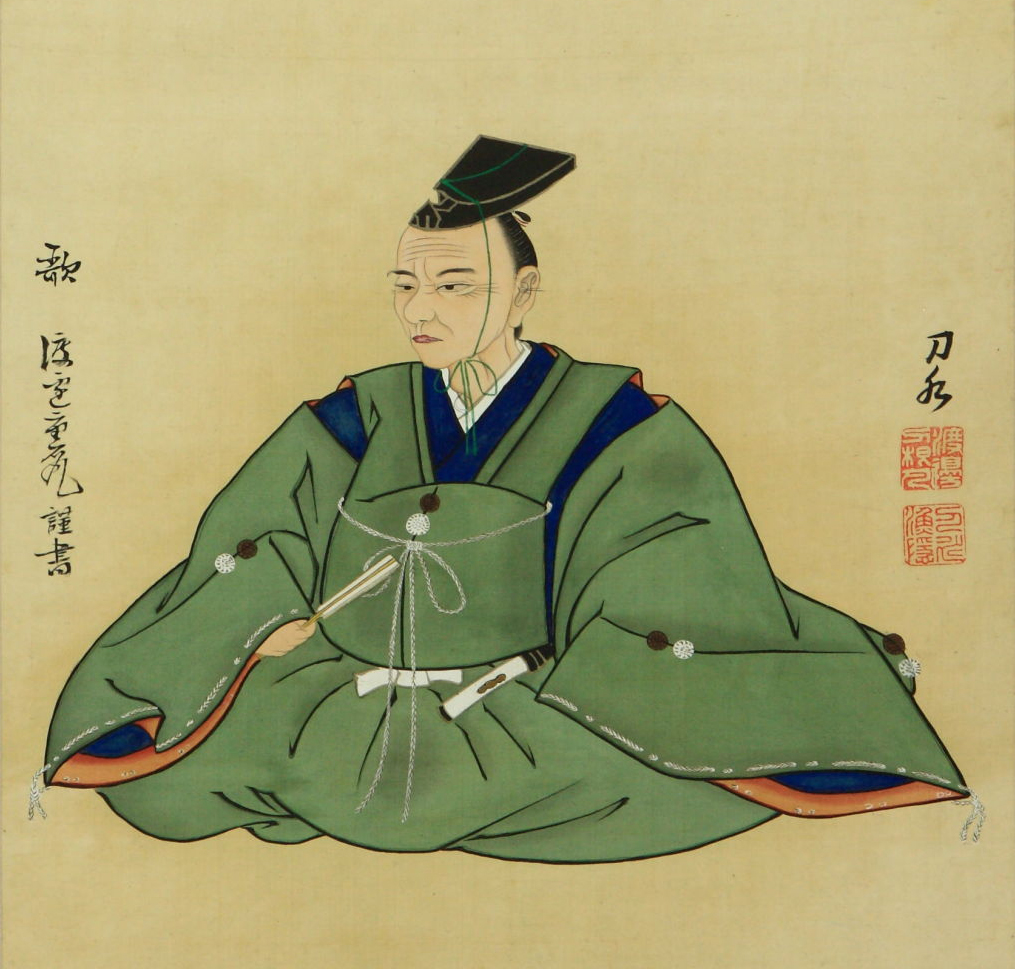
هیراتا آتسوتانه

فوکو شینتو (به ژاپنی: 復古神道 Fukko Shinto)، مکتب دینی ژاپنی برجسته در قرن هجدهم که تلاش کرد معنای ناب تفکر شینتوی باستان را از طریق مطالعهٔ زبان‌شناختی آثار کلاسیک ژاپنی آشکار کند. این مکتب تأثیر ماندگاری بر توسعهٔ تفکر شینتوی مدرن داشت.
فوکو شینتو جنبشی در درون دین شینتو بود که توسط دانشمندان ژاپنی در دوره ادو حمایت می‌شد. این جنبش تلاش می‌کرد تا نفوذ بودایی (شینبوتسو-شوگو) و کنفوسیوس را بر شینتو رد کند و به سنت بومی ژاپنی مبتنی بر کو-شینتو بازگردد.
فوکو شینتو انواع مختلفی داشت، اما آنچه عموماً آنها را متحد می‌کرد، تمایل به بازگشت به جهان‌بینی منحصر به فرد مردم ژاپن بود که پیش از تأثیر آموزه‌های خارجی مانند کنفوسیوس و بودیسم وجود داشت. این آیین تأکید زیادی بر «کاناگارا نو میچی» (تقریباً به معنای «راه الهی که از زمان‌های بسیار قدیم به یادگار مانده است») داشت که مظهر اراده خدایان است.
مانند یامازاکی آنسای شینتو که در اوایل دوره ادو ظهور کرد، فوکو شینتو نیز در طول زمان تأثیر زیادی گذاشت. با این حال، به لطف به اصطلاح کوکوگاکو (محققان فرهنگ ژاپنی)، از دیدگاهی آکادمیک‌تر توسعه یافت. محققانی مانند کامو نو مابوچی و موتوئوری نوریناگا ابتدا نظریه کودو را مطرح کردند و پس از آنها هیراتا آتسوتانه و هوندا چیکاآتسو با رد کنفوسیوس‌گرایی و بودیسم و با شور و اشتیاق برای آنچه که باورهای ناب و باستانی ژاپن می‌دانستند، فوکو شینتو را تکمیل کردند.